# Hei Elei Kuck Elei
 (janvier 2024).
Hei Elei Kuck Elei (traduction approximative : « Tiens, regarde un peu ») est une émission de télévision hebdomadaire d’information en langue luxembourgeoise créée le 21 septembre 1969 par Jean Octave et diffusée tous les dimanches après-midi de 13h à 15h sur Télé-Luxembourg, puis sur RTL Télé Luxembourg, puis sur RTL Télévision et enfin sur RTL TV jusqu'au 20 octobre 1991. Ce programme était aussi diffusé simultanément sur RTL Plus de 1984 à 1988.

## Histoire de l'émission
L’émission tire son nom d’une citation du livret de l’opérette luxembourgeoise D'Mumm Séis.
Durant toute son existence, Hei Elei Kuck Elei fut une initiative déficitaire, du fait de son public potentiel restreint, et qui n'intéressait guère les dirigeants de la chaîne. Il fallut la volonté d'une équipe soudée pour que ce programme se maintienne 22 ans à l'antenne.
Fin 1989, un besoin de renouveau s'est fait ressentir et les responsables de RTL Télévision entreprennent de réorganiser les programmes, de démarrer un nouveau format et de mieux cibler les jeunes. Hei Elei apparaît comme un programme qui n'est plus dans l'air du temps. Un conflit interne éclate alors entre l'ancienne et la nouvelle génération, qui ne parviennent pas à s'accorder sur les nouvelles formes de gestion de l'entreprise. En 1991, Jean Octave part en claquant la porte, suivi par une grande partie de son équipe.
Hei Elei disparue, elle est immédiatement remplacée, à l'initiative du gouvernement luxembourgeois qui soutient très activement le maintien d'un programme luxembourgeois, par un programme quotidien en direct d'une heure sur le câble, rediffusé en boucle jusqu'à minuit. RTL Hei Elei est née.

## Principe de l'émission
Cette émission était un journal télévisé de la semaine en luxembourgeois présenté par Jean Octave et comportant plusieurs reportages tournés par des équipes de journalistes luxembourgeois dédiés à cette émission. En effet, Hei Elei avait sa propre rédaction, distincte de la rédaction française du Journal de Télé-Luxembourg. 

#### Vidéos
- (lb) Extrait du film OBJECTIF 2000 : Reconversion commenté par Jean Octave diffusé en 1969 dans le cadre de l'émission (format WMV)
- (lb) Extrait du film OBJECTIF 2000 : Wolz an den E'slecker Raum commenté par Jean Octave diffusé en 1969 dans le cadre de l'émission (format WMV)
- (lb) Extrait du film OBJECTIF 2000 : D'Musel industrialiséirt sech commenté par Jean Octave diffusé en 1969 dans le cadre de l'émission (format WMV)
- (lb) Extrait du film OBJECTIF 2000 : Extrait du film OBJECTIF 2000 : De Minett passt sech un commenté par Jean Octave diffusé en 1969 dans le cadre de l'émission (format WMV)